# Łupek zieleńcowy

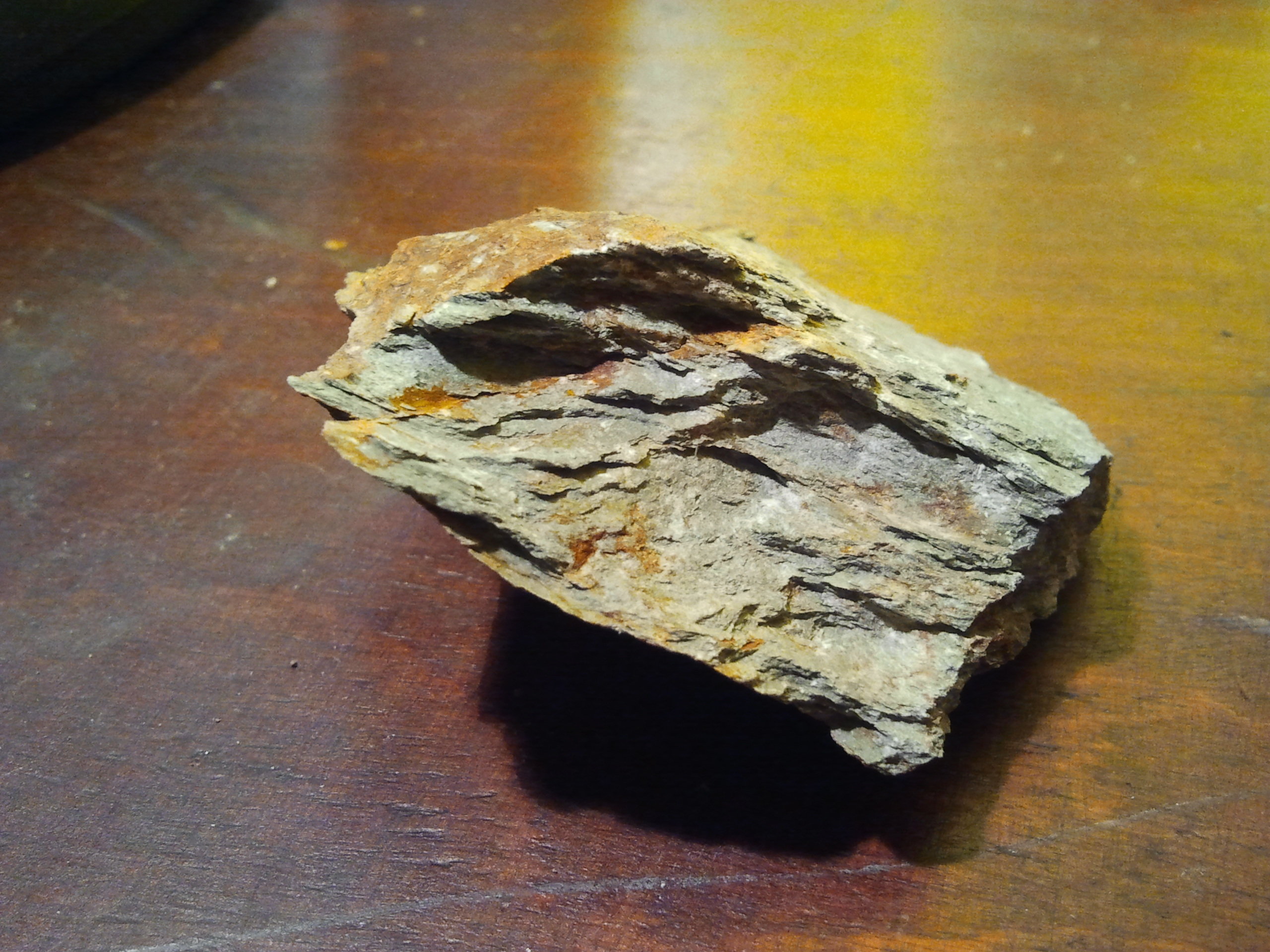
Łupek zieleńcowy z foliacją i laminacją (bardzo kruchy)

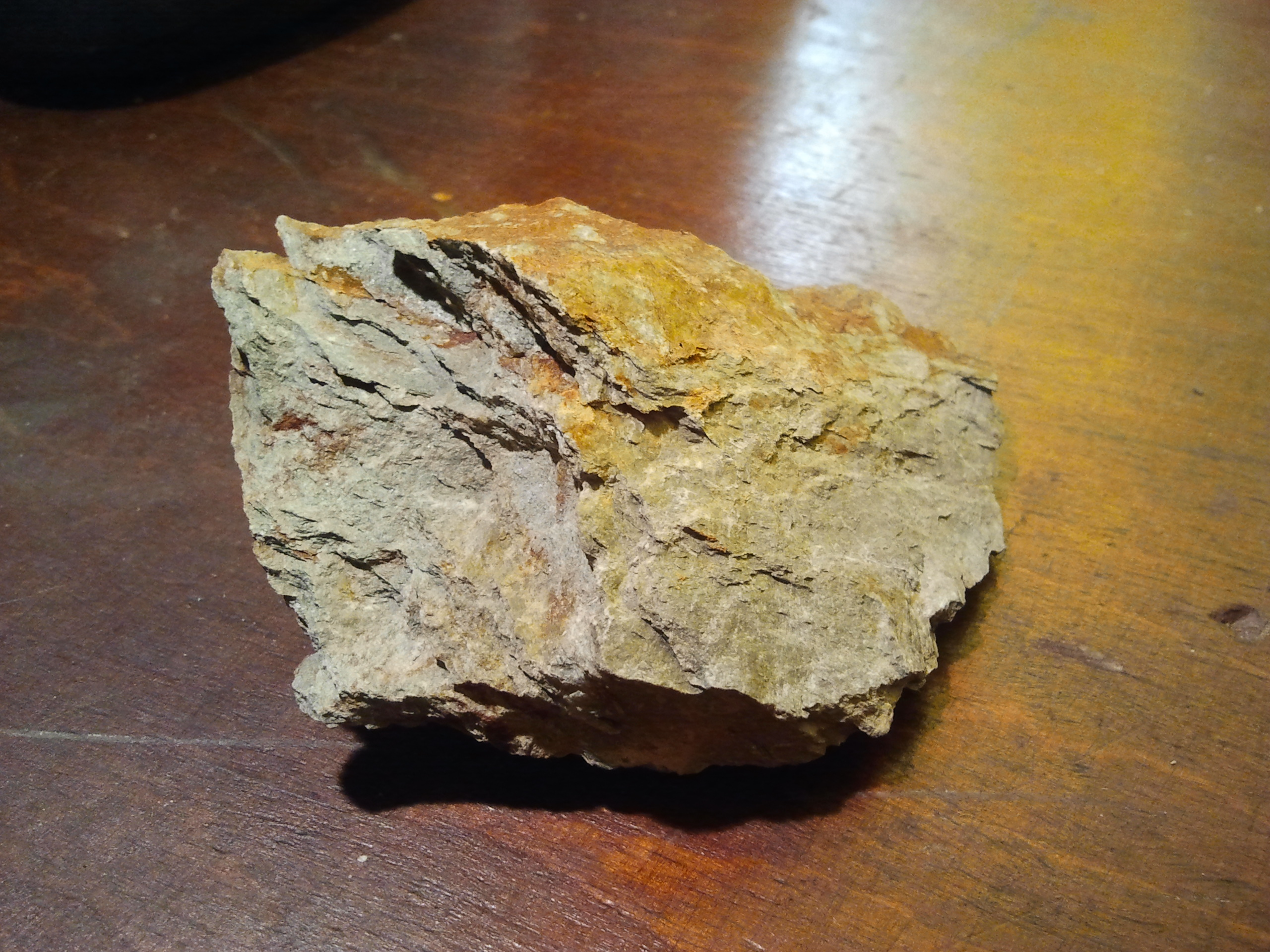
Łupek zieleńcowy z foliacją i laminacją (ten sam)

Łupek zieleńcowy – skały metamorficzne zwykle cienko złupkowane, z wyraźną foliacją powstałe w wyniku płytkiego metamorfizmu facji zieleńcowej (relatywnie niskie ciśnienia i temperatury) bazaltów i pokrewnych im skał wylewnych oraz ich tufów. Zwykle występują wraz z zieleńcami, od których odróżnia je wyraźnie widoczna foliacja.
Wietrzeją stosunkowo łatwo, dając gleby gliniaste o dość dobrej zasobności w składniki pokarmowe dla roślin. Gleby powstałe na wietrzejących łupkach zieleńcowych i zieleńcach mają często odcień czerwony.
- Struktura: homeoblastyczna, drobno-, średnioblastyczna, granolepidoblastyczna lub granonematoblastyczna.
- Tekstura: kierunkowa - foliacja, laminacja.
- Skład: dominują chloryty, plagioklazy (głównie albit) i epidot, ponadto mogą występować: kwarc, aktynolit, serycyt, stilpnomelan, węglany (kalcyt, dolomit, ankeryt).
- Barwa: skały zieleńcowe odznaczają się charakterystyczną ciemnozielonkawą barwą z odcieniem niebieskawym.

## Występowanie
W Polsce łupki zieleńcowe i zieleńce występują licznie w metamorfiku kaczawskim (Pogórze Izerskie, Góry Kaczawskie, Pogórze Kaczawskie (między innymi Pomocne), Przedgórze Sudeckie, Nizina Śląsko-Łużycka) gdzie tworzą  serię zieleńcową, powstałą wskutek metamorfizmu grubego kompleksu bazaltów wieku staropaleozoicznego.